# Етторе Гандольфі
Гектор Петрович Гандольфі (італ. Ettore  Gandolfi; 1862, Б'єлла, Італія — 19 липня 1931, Москва, Росія) — італійський оперний співак (бас-кантанте), український і російський радянський вокальний педагог, професор Київської та Московської консерваторій. Заслужений артист Республіки (1927).

## Загальні відомості
Співу навчався в Неаполітанській консерваторії у Доменіко Скафаті і Джорджо Мічелі. У 1882 році дебютував як оперний співак, виступав в театрах Італії, Іспанії, Великої Британії, в країнах Скандинавії, Росії, Північної і Південної Америки. Оперну кар'єру завершив у 1908 році, після чого брав участь в камерних концертах і займався педагогічною діяльністю.
Серед його учнів — С. Капара, О. Гродзинський, В. Гужова, О. Колодуб, М. Середа, О. Ахматова та ін.